# Port lotniczy Iwano-Frankiwsk
Port lotniczy Iwano-Frankiwsk (ukr.: Міжнародний аеропорт "Івано-Франківськ", ang.: Ivano-Frankivsk International Airport, kod IATA: IFO, kod ICAO: UKLI) – międzynarodowe lotnisko w Iwano-Frankiwsku, na Ukrainie.
Port Lotniczy "Iwano-Frankowsk" należy do lotnisk w kategorii "B" i wykonuje funkcję zapasowego dla miast Lwów i Czerniowce.

## Linie lotnicze i połączenia
Od 24 lutego 2022 roku wszystkie loty pasażerskie zostały zawieszone na czas nieokreślony w związku z wybuchem wojny na Ukrainie.
| Linia lotnicza    | Kierunek          |
| ----------------- | ----------------- |
| Windrose Aviation | 1. Kijów-Boryspol |